# Karhusaari (ö i Finland, Kajanaland, Kajana, lat 64,34, long 27,61)
Karhusaari är en ö i Finland. Den ligger i sjön Ule träsk och i kommunen Kajana i den ekonomiska regionen  Kajana ekonomiska region  och landskapet Kajanaland, i den centrala delen av landet, 500 km norr om huvudstaden Helsingfors. Öns area är 26,4 hektar och dess största längd är 0,7 kilometer i sydväst-nordöstlig riktning.